# Ira Remsen

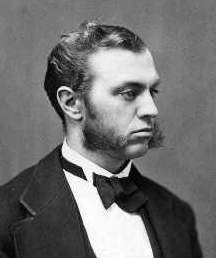
Ira Remsen.

Ira Remsen, född 10 februari 1846 i New York, död 4 mars 1927 i Carmel-by-the-Sea, var en amerikansk kemist.
Remsen var i många år professor i kemi vid Johns Hopkins University i Baltimore och var som emeritus dess president. Han uppsatte och utgav från 1879 tidskriften "American Chemical Journal", författade läroböcker i kemi och utförde undersökningar över sulfonsyror, sulfaminsyra och sulfamider. Tillsammans med Constantin Fahlberg upptäckte han sackarinet. Han tilldelade Willard Gibbs-priset 1914 och Priestleymedaljen 1923.